# Libros holdingas
UAB Libros holdingas (Libra) ist eine litauische Unternehmensgruppe, die insbesondere in der Holz- und Möbelbranche tätig ist. Das Holz verarbeitende Unternehmen exportiert 90 Prozent Produkte für die Möbelindustrie nach Deutschland, Japan, USA, Schweden, Norwegen und andere Länder. 2005 beschäftigte es etwa 2000 Mitarbeiter und erzielte einen Umsatz von 280 Mio. Litas (81 Mio. Euro). „Libra“ hat eine Sägerei in Kaliningrad mit 300 Arbeitern. 2004 verkauften die „Libra“-Eigentümer 21,18 %-Beteiligung für 8,7 Millionen Lt an strategischen Investor aus Norwegen, einen ehemaligen Manager des Medien- und Industriekonzerns „Orkla“.

## Management
Gründer und der erste Generaldirektor war Tomas Juška. Zu den anderen Gründern und Managern zählten Vilmantas Petrauskas, Irmantas Rajunčius und Edvardas Tamulis.

## Struktur
Die Unternehmensgruppe besteht aus:
- Dominga Hardwood, Möbel
- Dominga Mill, Parkett
- Venta, Möbel
- Dailinta, Möbelzubehör
- Dirvonų lentpjūvė, Sägewerk
- Nabukas, Möbel